# Lupicínio Rodrigues
Lupicínio Rodrigues (Porto Alegre, 16 de setembro de 1914 — Porto Alegre, 27 de agosto de 1974) foi um cantor e compositor brasileiro.

## Biografia
Lupi, como era chamado desde pequeno, compôs marchinhas de carnaval e sambas-canção, músicas que expressam muito sentimento, principalmente a melancolia por um amor perdido. Foi o inventor do termo dor-de-cotovelo, que se refere à prática de quem crava os cotovelos em um balcão ou mesa de bar, pede um uísque duplo, e chora pela perda da pessoa amada. Constantemente abandonado pelas mulheres, Lupicínio buscou em sua própria vida a inspiração para suas canções, onde a traição e o amor andavam sempre juntos.
De 1935 a 1947, trabalhou como bedel da Faculdade de Direito da UFRGS. 
Lupicínio nunca morou fora do Rio Grande do Sul e nem se afastava de seu estado por períodos muito prolongados. Ao longo de toda a sua vida, o período de tempo mais longo em que ficou fora foi de apenas um mês, em seu período de férias relativo ao ano de 1939, para conhecer o ambiente musical carioca.
Viveu na antiga Ilhota, um núcleo de concentração da população negra, onde hoje se situa o Quilombo dos Fidélix, um dos onze quilombos urbanos de Porto Alegre. Boêmio, foi proprietário de diversos bares, churrascarias e restaurantes com música.
Torcedor do Grêmio, compôs o hino tricolor, em 1953: Até a pé nós iremos / para que der e vier / Mas o certo é que nós estaremos / com o Grêmio onde o Grêmio estiver. Seu retrato está na Galeria dos Gremistas Imortais, no salão nobre do clube.
Deixou cerca de uma centena e meia de canções editadas; outras centenas que compôs foram perdidas, esquecidas ou estão à espera de quem as resgate. Encontra-se sepultado no Cemitério São Miguel e Almas em Porto Alegre.
Em 21 de agosto de 1974, Lupicínio foi internado no Hospital Ernesto Dornelles em decorrência de uma insuficiência cardíaca, doença que provocou sua morte pouco menos de uma semana depois, no dia 27.
Em 4 de novembro de 2014, a Câmara Municipal de Porto Alegre concedeu o título in memoriam de Cidadão Emérito de Porto Alegre a Lupicínio Rodrigues.

## Obras
- Aves daninhas
- Cadeira vazia
- Cevando o amargo
- Ela disse-me assim
- Esses moços, pobres moços
- Exemplo
- Felicidade
- Foi assim
- Hino do Grêmio Foot-Ball Porto Alegrense
- Judiaria
- Loucura
- Maria Rosa
- Migalhas
- Nervos de Aço
- Nunca
- Quem há de dizer
- Se acaso você chegasse
- Se é verdade
- Sozinha
- Torre de Babel
- Um favor
- Vingança
- Volta
- Zé Ponte

## Discografia
- Francisco Egydio (com Walter Wanderley e Seu Conjunto) - Vive os Sucessos de Lupicínio Rodrigues - LP 1963 (Odeon)
- Jamelão - Interpreta Lupicínio Rodrigues - LP 1972 (Continental)
- Lupicínio Rodrigues - Dor de Cotovelo - LP 1973 (Rosicler)
- Lupicinio Rodrigues - Gravações Originais - LP 1974 (Discos Copacabana)
- NELSON COELHO DA CASTRO, GELSON OLIVEIRA, BEBETO ALVES, PAULO GAIGER, NEUSA ÁVILA, PERY SOUSA, NANCI ARAÚJO - Coompor Canta Lupi - LP 1989
- Vários Interpretes  Revivendo 4 CDs - CD  (Cedar Revivendo)
- Thedy Corrêa  Lupcínio - CD 2005 (Orbe)